# Réserve naturelle de Delingsdalen
La réserve naturelle de Delingsdalen  est une réserve naturelle norvégienne qui est située dans la municipalité de Nordre Follo dans le comté d'Akershus.

## Description
La réserve naturelle est située dans Sørmarka, une zone forestière de l'Oslomarka, au nord-ouest de la commune de Nordre Follo, entre le Bunnefjorden et le lac Gjersjøen.
La réserve est dominée par une forêt de conifères avec des types de forêts riches tels que des sapins à faible croissance, des grands sapins et une forêt marécageuse. La zone est une forêt ancienne bien développée avec un faible degré d'impact. De plus, la zone est largement utilisée à des fins de loisirs, en particulier pour la population d'Oppegård.